# Kukiz (nazwisko)
Kukiz (forma żeńska: Kukiz, liczba mnoga: Kukiz) – polskie nazwisko.

## Etymologia nazwiska
Prawdopodobne jest to rozwinięcie znanego od 1444 roku nazwiska Kuk (od kukać)   →Kuk-iz.

## Demografia
Na początku lat 90. XX wieku w Polsce mieszkało 50 osób o tym nazwisku, najwięcej w dawnym województwie: wałbrzyskim – 12, opolskim – 5 i warszawskim – 5. W 2016 roku mieszkało w Polsce około 51 osób o nazwisku Kukiz, najwięcej w Ząbkowicach Śląskich – 6.